# パドゥーラ
パドゥーラ（伊: Padula）は、イタリア共和国カンパニア州サレルノ県にある、人口約5,400人の基礎自治体（コムーネ）。

## 地理

### 位置・広がり

#### 隣接コムーネ
隣接するコムーネは以下の通り。括弧内のPZはポテンツァ県所属を示す。
- ブオナビターコロ
- マルシコ・ヌオーヴォ (PZ)
- モンテサーノ・スッラ・マルチェッラーナ
- パテルノ (PZ)
- サーラ・コンシリーナ
- サッサーノ
- トラムートラ (PZ)

## 行政

### 分離集落
パドゥーラには、以下の分離集落（フラツィオーネ）がある。
- Ascolese, Caiazzano, Cardogna, Contrada Principe, Volta Cammino, Sterpone